# QLTS
QLTS(Qualified Lawyers Transfer Scheme, 영국변호사자격변환시험)은 자국의 변호사자격을 가진 해외변호사가 잉글랜드와 웨일즈 사무변호사 자격을 취득하기 위해 응시하는 시험이다. 크게 객관식 선택형, 객관식 형식화 실무시험 등으로 구성되어 있다. QLTS는 영국 사무변호사 관리청 (Solicitors Regulation Authority: SRA-)에서 관리하며 QLTS 시험은 SRA를 대신하여 법률교육연수 기관인 캐플런 (기업)카플란 QLTS ()에서 실시한다.

## 응시자격
QLTS 응시자는 인정된 재판관할지역에서 자격을 취득한 변호사이어야 한다.
- 영어 요건은 없으며, 본국의 변호사협회에 자격증명서는 이후 입회(admission)시 제공하면 된다.
- SRA에게 적격증명서를 미리 신청할 필요 없다. (2015년 4월 규정)
- 단, 본인 사정 상 나중에 Character & Fitness 검사 시 문제가 있을것으로 예상되는 경우, 미리 적격 검사를 신청할 수 있으며 적격 검사에는 6개월 정도 소요된다.

### 언어능력
- 언어능력의 증명은 따로 필요 없다. 단 OSCE 시험에 의뢰인 인터뷰 및 구두 변론 내용이 있어 읽기 쓰기 뿐만 아니라 말하기 영어 능력도 필수적이다.

## 응시비용
2014년 기준 MCT £500 + VAT와 OSCE는 £2925이다.

## 예제
1. 한 의뢰인이 정부의 처분으로 인해 권리가 침해당하였다며 그의 사무변호사에게 그가 침해당했다고 믿고 있는 인권의 구제를 위해서 유럽 인권 재판소로 바로 가기를 원한다고 말했다.
그에게 어떤 법적 조언을 주어야만 할까?
A. 먼저 유럽 인권 재판소에 통지를 하고 청원을 허가받은 경우 할 수 있다고 조언한다.
B. 그는 먼저 최고법원에 소를 제기하여야 패소한 경우에 유럽 인권 재판소에 청원서를 제출한다.
C. 그는 먼저 그의 경우를 상소 법원에 소를 제기하하여야 하고 패소한 경우에, 그 후에 유럽 인권 재판소에 지원서를 제출한다.
D. 그는 먼저 그의 경우를 고등 법원에 소를 제기하여여야 하고 패소한 경우에, 그 후에 유럽 인권 재판소에 지원서를 제출한다.
E. 그가 이용할 수 있는 모든 국내 구제책을 다 써버렸을 때까지 하지 않는 한 그는 유럽 인권 재판소를 갈 수 없다.

## 참고 문헌
- Outcomes
- 체점기준
- Contract Law Concentrate: Law Revision and Study Guide by Jill Poole (21 Mar 2013)
- Tort Law Concentrate: Law Revision and Study Guide by Carol Brennan (15 Aug 2013)
- Business Law Concentrate: Law Revision and Study Guide by James Marson (10 Jan 2013)
- Human Rights Law Concentrate: Law Revision and Study Guide by Bernadette Rainey (15 Aug 2013)

### OSCE
- Foundations for the LPC (Legal Practice Course Guide): This book contains chapters on Wills and Probate as well as Financial Services, Professional Conduct, Tax etc.
- Civil Litigation Handbook (Legal Practice Course Guide)
- Criminal Litigation Handbook (Legal Practice Course Guide)
- Business Law (Legal Practice Course Guide)
- Property Law Handbook (Legal Practice Course Guide)

## 같이 보기
- 사무변호사